# Killers (Kiss)
Killers è una raccolta di brani del gruppo musicale hard rock dei Kiss pubblicata nel maggio del 1982. All'interno di questa raccolta sono stati anche inseriti quattro brani inediti scritti in collaborazione con alcuni musicisti che in precedenza avevano collaborato negli album solisti del 1978 (Mikel Japp), o consigliati al gruppo dal produttore Michael James Jackson, come Adam Mitchell o Bryan Adams.
Ace Frehley, pur comparendo nella copertina, non ha suonato in nessuna traccia inedita: il suo posto è stato preso da Bob Kulick a cui sarà concesso di poter suonare secondo il suo stile.
La produzione decise di pubblicare l'album al di fuori degli Stati Uniti a causa della presenza in patria di altri album live e di altre raccolte. L'album riscuoterà un modesto successo raggiungendo il posto più alto in Norvegia (sesto posto), mentre i singoli estratti dall'album non riuscirono ad entrare in classifica.

## Tracce
1. I'm a Legend Tonight (Adam Mitchell, Paul Stanley) – 3:59
2. Down on Your Knees (Paul Stanley, Mikel Japp, Bryan Adams) – 3:31
3. Cold Gin (Ace Frehley) – 4:20
4. Love Gun (Stanley) – 3:17
5. Shout It Out Loud  (Remix) (Gene Simmons, Paul Stanley, Bob Ezrin) – 2:40
6. Sure Know Something (Paul Stanley, Vini Poncia) – 3:59
7. Nowhere to Run (Paul Stanley) – 4:32
8. Partners in Crime (Paul Stanley, Adam Mitchell) – 3:45
9. Detroit Rock City (Paul Stanley, Bob Ezrin) – 3:53
10. God of Thunder (Paul Stanley) – 4:11
11. I Was Made for Lovin' You (Paul Stanley, Vini Poncia, Desmond Child) – 4:18
12. Rock and Roll All Nite (Live) (Paul Stanley, Gene Simmons) – 3:58

## Il gruppo
- Paul Stanley: voce principale, voce secondaria, chitarra ritmica e acustica, basso
- Gene Simmons: voce principale, voce secondaria, basso
- Eric Carr: voce secondaria, batteria

### Altri musicisti
- Bob Kulick: chitarra solista nelle tracce inedite
- Ace Frehley: chitarra solista, voce secondaria
- Peter Criss: batteria, voce secondaria